# Trapeziumuil
De trapeziumuil (Xestia ditrapezium) is een nachtvlinder uit de familie van de uilen (Noctuidae). 

## Beschrijving
De voorvleugellengte bedraagt tussen de 17 en 19 millimeter. De grondkleur van de voorvleugels is rood- of paarsbruin tot zwartachtig. Opvallend is een grote zwarte vlek op de voorvleugel waar de ringvlek schuin als lichte vlek in is afgetekend. Ook bij de vleugelpunt bevindt zich een zwarte vlek. Ook de achtervleugel is bruin, maar lichter dan de voorvleugel. De soort lijkt flink op de driehoekuil, maar die is lichter gekleurd en heeft een bredere voorvleugel.

## Levenscyclus
De trapeziumuil gebruikt allerlei kruidachtige planten als waardplanten, in het voorjaar ook houtige planten en zelfs loofbomen. De rups is te vinden van augustus tot in mei. De soort overwintert als rups. De vlinder kent één generatie die vliegt van halverwege mei tot halverwege augustus.

## Voorkomen
De soort komt verspreid van West-Europa tot Oost-Azië en Tibet voor. De trapeziumuil is in Nederland en België een zeldzame soort. 